# Lumbriculida
Lumbriculida é uma ordem da subclasse Oligoqueta, do filo dos anelídeos. Contém apenas uma família, Lumbriculidae, que apresenta cerca de 200 espécies, sendo a maioria encontrada no hemisfério norte. São microdrilos aquáticos com vários segmentos, comuns em ambientes de água doce, como rios, lençóis freáticos, córregos, lagos, pântanos e poços artificiais, com algumas espécies tendo sido encontradas também em cavernas. Não deve ser confundida com a família de megadrilos terrestres Lumbricidae.

## Origem
A partir da análise de plesiomorfias, é possível concluir que o ancestral hipotético de Lumbriculida teria átrios curtos, em formato de pêra e sem pênis, mas com dois ductos deferentes cada, sendo que o segundo ducto penetraria o septo pós-atrial. Além disso, esse ancestral já teria perdido o quarto segmento gonadal e os gonóporos femininos já seriam intersegmentais. A sequência de segmentos gonadais teria se deslocado um segmento à frente, localizando-se, portanto, entre os segmentos X e XIII. As cerdas seriam simples, e não apresentaria probóscide nem vasos em fundo cego, na parede posterior do corpo. Por fim, haveria três pares de espermatecas, iniciando-se no segundo segmento gonadal.

## Morfologia
Apresentam tamanho intermediário entre microdrilos aquáticos menores e um megadrilo terrestre comum, com aproximadamente 4 cm de comprimento e 1-3 mm de largura, sendo menos robustos e tendo a parede do corpo menos espessa do que as minhocas terrestres. Além disso, possuem clitelo com espessura de apenas uma célula e ovos grandes, ricos em vitelo, assim como Moniligastrida e Haplotaxidae. Ademais, como outros microdrilos, não apresentam moela. Alguns representantes apresentam probóscide, a partir de uma projeção longa do prostômio.
Suas cerdas estão organizadas em um padrão lumbricino, de forma que existem quatro feixes de cerdas em cada segmento, cada qual com duas cerdas, totalizando oito por segmento. No entanto, é possível que cerdas novas estejam presentes antes que as cerdas antigas sejam perdidas. Todas as cerdas ou são bífidas, com ponta superior menor e inferior maior, ou são simples, sendo esse último tipo geralmente incomum em outras ordens de representantes aquáticos. A presença dos dois tipos de cerdas na mesma espécie é extremamente rara.
A respeito de seus órgãos sexuais, são ancestralmente prosóporos, com os gonóporos masculinos estando presentes no mesmo segmento que os testículos, posicionando-se de forma anterior ao gonóporo feminino. Apresentam 1-4 pares de testículos entre os segmentos VI e X, ou entre IX e XI, além de 1-3 pares de ovários, entre os segmentos IX e XII. Em algumas espécies, dois pares de testículos em segmentos adjacentes produzem esperma para o mesmo ducto espermático, sendo seguidos por um par de ovários. O tubo secundário do acrossomo espermático possui conectivos fracos e o comprimento do acrossomo é curto, diferentemente de Megascolecidae, família pertencente aos Oligochaeta opistóporos, em que há uma tendência distinta ao alongamento do acrossomo e especialização dos conectivos. Os poros das espermatecas estão geralmente posicionados atrás das cerdas ventrais do segmento correspondente, mas exceções existem. Os nefrídios são conectados intersegmentalmente.
Algumas espécies são capazes de sobreviver a condições adversas, como seca ou falta de comida, a partir da formação de cistos protetores, ao redor de seu corpo.

## Reprodução
O modo de reprodução mais comum em lumbricúlidos é a arquitomia, mas sem formação em cadeia. Nessa forma de reprodução assexuada, o adulto é capaz de fragmentar-se, sendo que cada um de seus segmentos possui a capacidade de regenerar-se em um indivíduo novo, quando separado do indivíduo parental.
Na maioria das populações ao redor do mundo, a presença de indivíduos sexualmente maduros e, portanto, a ocorrência de reprodução sexuada, é extremamente rara. Quando ocorre, os óvulos e os espermatozóides são liberados dentro de um casulo formado pelo indivíduo adulto, onde ocorre a fertilização externa. Do casulo, emergem indivíduos jovens, que se desenvolvem diretamente em adultos.

## Alimentação
Lumbricúlidos alimentam-se de detritos orgânicos e microorganismos, como bactérias, presentes entre sedimentos, continuamente ingerindo e os defecando.

## Distribuição geográfica
A distribuição das espécies de lumbriculidas está em grande parte restrita ao hemisfério norte. Muitas são endêmicas do Lago Baikal, na Sibéria, e algumas dessas espécies podem ser encontradas em outras regiões, como no Nordeste da Ásia, Japão, na costa Pacífica da América do Norte, e em outros lagos europeus como o Ohrid, nos Balcãs, ou o Onega e o Ladoga, ambos na Rússia. A fauna Baikaliana pode ser tanto considerada como um conjunto de relictos, ou como o produto de especiação local. Outras espécies também foram encontradas ao longo da Europa, além de no nordeste e sudeste da América do Norte, assim como nas zonas já mencionadas.
A maioria dos lumbricúlidos é estenotérmica e adaptada para ambientes frios, tolerando pouca variação de temperatura. Existem apenas duas espécies observadas na zona temperada do hemisfério sul, ambas de origem holoártica: Lumbriculus variegatus e Stylodrilus heringianus.

## Importância econômica
Lumbriculus variegatus é uma espécie de Lumbriculida cujos representantes são vendidos comercialmente para aquaristas, como alimento para os peixes, sendo uma das culturas vivas mais fáceis de serem cultivadas.

## Filogenia
Durante os anos, foi comum a especulação de que os lumbriculidas fossem ancestrais de Branchiobdellida, Acanthobdellida e até mesmo de Hirudinea, que formam o grupo dos Hirudinomorpha. No entanto, tais hipóteses foram, em geral, desconsideradas. Atualmente, a partir de pesquisas moleculares, ainda que a filogenia de Clitellata seja muito incerta, Lumbriculidae, única família dentro de Lumbriculida, tem posição sólida, como grupo-irmão de Hirudinomorpha, comprovando que Oligochaeta não é um grupo monofilético, mas parafilético. A filogenia abaixo representa algumas das famílias dentro de Clitellata e suas possíveis relações filogenéticas:
Filogenia de Clitellata, segundo as propostas mais recentes
|  | Phreodrilidae |
|  |               |
|  | Tubificidae   |
|  |               |
|  | Propappidae   |
|  |               |
|  | Haplotaxidae  |
|  |               |

|  | Enchytraeidae |
|  |               |
|  | Lumbricina    |
|  |               |

|  | Acanthobdellida                                                 |
|  |                                                                 |
|  | \| \| Branchiobdellida \| \| \| \| \| \| Hirudinida \| \| \| \| |
|  |                                                                 |
|  | Branchiobdellida                                                |
|  |                                                                 |
|  | Hirudinida                                                      |
|  |                                                                 |

|  | Branchiobdellida |
|  |                  |
|  | Hirudinida       |
|  |                  |

|  | Acanthobdellida                                                 |
|  |                                                                 |
|  | \| \| Branchiobdellida \| \| \| \| \| \| Hirudinida \| \| \| \| |
|  |                                                                 |
|  | Branchiobdellida                                                |
|  |                                                                 |
|  | Hirudinida                                                      |
|  |                                                                 |

|  | Branchiobdellida |
|  |                  |
|  | Hirudinida       |
|  |                  |

|  | Enchytraeidae |
|  |               |
|  | Lumbricina    |
|  |               |

|  | Acanthobdellida                                                 |
|  |                                                                 |
|  | \| \| Branchiobdellida \| \| \| \| \| \| Hirudinida \| \| \| \| |
|  |                                                                 |
|  | Branchiobdellida                                                |
|  |                                                                 |
|  | Hirudinida                                                      |
|  |                                                                 |

|  | Branchiobdellida |
|  |                  |
|  | Hirudinida       |
|  |                  |

|  | Acanthobdellida                                                 |
|  |                                                                 |
|  | \| \| Branchiobdellida \| \| \| \| \| \| Hirudinida \| \| \| \| |
|  |                                                                 |
|  | Branchiobdellida                                                |
|  |                                                                 |
|  | Hirudinida                                                      |
|  |                                                                 |

|  | Branchiobdellida |
|  |                  |
|  | Hirudinida       |
|  |                  |

|  | Phreodrilidae |
|  |               |
|  | Tubificidae   |
|  |               |
|  | Propappidae   |
|  |               |
|  | Haplotaxidae  |
|  |               |

|  | Enchytraeidae |
|  |               |
|  | Lumbricina    |
|  |               |

|  | Acanthobdellida                                                 |
|  |                                                                 |
|  | \| \| Branchiobdellida \| \| \| \| \| \| Hirudinida \| \| \| \| |
|  |                                                                 |
|  | Branchiobdellida                                                |
|  |                                                                 |
|  | Hirudinida                                                      |
|  |                                                                 |

|  | Branchiobdellida |
|  |                  |
|  | Hirudinida       |
|  |                  |

|  | Acanthobdellida                                                 |
|  |                                                                 |
|  | \| \| Branchiobdellida \| \| \| \| \| \| Hirudinida \| \| \| \| |
|  |                                                                 |
|  | Branchiobdellida                                                |
|  |                                                                 |
|  | Hirudinida                                                      |
|  |                                                                 |

|  | Branchiobdellida |
|  |                  |
|  | Hirudinida       |
|  |                  |

|  | Enchytraeidae |
|  |               |
|  | Lumbricina    |
|  |               |

|  | Acanthobdellida                                                 |
|  |                                                                 |
|  | \| \| Branchiobdellida \| \| \| \| \| \| Hirudinida \| \| \| \| |
|  |                                                                 |
|  | Branchiobdellida                                                |
|  |                                                                 |
|  | Hirudinida                                                      |
|  |                                                                 |

|  | Branchiobdellida |
|  |                  |
|  | Hirudinida       |
|  |                  |

|  | Acanthobdellida                                                 |
|  |                                                                 |
|  | \| \| Branchiobdellida \| \| \| \| \| \| Hirudinida \| \| \| \| |
|  |                                                                 |
|  | Branchiobdellida                                                |
|  |                                                                 |
|  | Hirudinida                                                      |
|  |                                                                 |

|  | Branchiobdellida |
|  |                  |
|  | Hirudinida       |
|  |                  |

|  | Phreodrilidae |
|  |               |
|  | Tubificidae   |
|  |               |
|  | Propappidae   |
|  |               |
|  | Haplotaxidae  |
|  |               |

|  | Enchytraeidae |
|  |               |
|  | Lumbricina    |
|  |               |

|  | Acanthobdellida                                                 |
|  |                                                                 |
|  | \| \| Branchiobdellida \| \| \| \| \| \| Hirudinida \| \| \| \| |
|  |                                                                 |
|  | Branchiobdellida                                                |
|  |                                                                 |
|  | Hirudinida                                                      |
|  |                                                                 |

|  | Branchiobdellida |
|  |                  |
|  | Hirudinida       |
|  |                  |

|  | Acanthobdellida                                                 |
|  |                                                                 |
|  | \| \| Branchiobdellida \| \| \| \| \| \| Hirudinida \| \| \| \| |
|  |                                                                 |
|  | Branchiobdellida                                                |
|  |                                                                 |
|  | Hirudinida                                                      |
|  |                                                                 |

|  | Branchiobdellida |
|  |                  |
|  | Hirudinida       |
|  |                  |

|  | Enchytraeidae |
|  |               |
|  | Lumbricina    |
|  |               |

|  | Acanthobdellida                                                 |
|  |                                                                 |
|  | \| \| Branchiobdellida \| \| \| \| \| \| Hirudinida \| \| \| \| |
|  |                                                                 |
|  | Branchiobdellida                                                |
|  |                                                                 |
|  | Hirudinida                                                      |
|  |                                                                 |

|  | Branchiobdellida |
|  |                  |
|  | Hirudinida       |
|  |                  |

|  | Acanthobdellida                                                 |
|  |                                                                 |
|  | \| \| Branchiobdellida \| \| \| \| \| \| Hirudinida \| \| \| \| |
|  |                                                                 |
|  | Branchiobdellida                                                |
|  |                                                                 |
|  | Hirudinida                                                      |
|  |                                                                 |

|  | Branchiobdellida |
|  |                  |
|  | Hirudinida       |
|  |                  |

|  | Phreodrilidae |
|  |               |
|  | Tubificidae   |
|  |               |
|  | Propappidae   |
|  |               |
|  | Haplotaxidae  |
|  |               |

|  | Enchytraeidae |
|  |               |
|  | Lumbricina    |
|  |               |

|  | Acanthobdellida                                                 |
|  |                                                                 |
|  | \| \| Branchiobdellida \| \| \| \| \| \| Hirudinida \| \| \| \| |
|  |                                                                 |
|  | Branchiobdellida                                                |
|  |                                                                 |
|  | Hirudinida                                                      |
|  |                                                                 |

|  | Branchiobdellida |
|  |                  |
|  | Hirudinida       |
|  |                  |

|  | Acanthobdellida                                                 |
|  |                                                                 |
|  | \| \| Branchiobdellida \| \| \| \| \| \| Hirudinida \| \| \| \| |
|  |                                                                 |
|  | Branchiobdellida                                                |
|  |                                                                 |
|  | Hirudinida                                                      |
|  |                                                                 |

|  | Branchiobdellida |
|  |                  |
|  | Hirudinida       |
|  |                  |

|  | Enchytraeidae |
|  |               |
|  | Lumbricina    |
|  |               |

|  | Acanthobdellida                                                 |
|  |                                                                 |
|  | \| \| Branchiobdellida \| \| \| \| \| \| Hirudinida \| \| \| \| |
|  |                                                                 |
|  | Branchiobdellida                                                |
|  |                                                                 |
|  | Hirudinida                                                      |
|  |                                                                 |

|  | Branchiobdellida |
|  |                  |
|  | Hirudinida       |
|  |                  |

|  | Acanthobdellida                                                 |
|  |                                                                 |
|  | \| \| Branchiobdellida \| \| \| \| \| \| Hirudinida \| \| \| \| |
|  |                                                                 |
|  | Branchiobdellida                                                |
|  |                                                                 |
|  | Hirudinida                                                      |
|  |                                                                 |

|  | Branchiobdellida |
|  |                  |
|  | Hirudinida       |
|  |                  |

|  | Phreodrilidae |
|  |               |
|  | Tubificidae   |
|  |               |
|  | Propappidae   |
|  |               |
|  | Haplotaxidae  |
|  |               |

|  | Enchytraeidae |
|  |               |
|  | Lumbricina    |
|  |               |

|  | Acanthobdellida                                                 |
|  |                                                                 |
|  | \| \| Branchiobdellida \| \| \| \| \| \| Hirudinida \| \| \| \| |
|  |                                                                 |
|  | Branchiobdellida                                                |
|  |                                                                 |
|  | Hirudinida                                                      |
|  |                                                                 |

|  | Branchiobdellida |
|  |                  |
|  | Hirudinida       |
|  |                  |

|  | Acanthobdellida                                                 |
|  |                                                                 |
|  | \| \| Branchiobdellida \| \| \| \| \| \| Hirudinida \| \| \| \| |
|  |                                                                 |
|  | Branchiobdellida                                                |
|  |                                                                 |
|  | Hirudinida                                                      |
|  |                                                                 |

|  | Branchiobdellida |
|  |                  |
|  | Hirudinida       |
|  |                  |

|  | Enchytraeidae |
|  |               |
|  | Lumbricina    |
|  |               |

|  | Acanthobdellida                                                 |
|  |                                                                 |
|  | \| \| Branchiobdellida \| \| \| \| \| \| Hirudinida \| \| \| \| |
|  |                                                                 |
|  | Branchiobdellida                                                |
|  |                                                                 |
|  | Hirudinida                                                      |
|  |                                                                 |

|  | Branchiobdellida |
|  |                  |
|  | Hirudinida       |
|  |                  |

|  | Acanthobdellida                                                 |
|  |                                                                 |
|  | \| \| Branchiobdellida \| \| \| \| \| \| Hirudinida \| \| \| \| |
|  |                                                                 |
|  | Branchiobdellida                                                |
|  |                                                                 |
|  | Hirudinida                                                      |
|  |                                                                 |

|  | Branchiobdellida |
|  |                  |
|  | Hirudinida       |
|  |                  |

|  | Phreodrilidae |
|  |               |
|  | Tubificidae   |
|  |               |
|  | Propappidae   |
|  |               |
|  | Haplotaxidae  |
|  |               |

|  | Enchytraeidae |
|  |               |
|  | Lumbricina    |
|  |               |

|  | Acanthobdellida                                                 |
|  |                                                                 |
|  | \| \| Branchiobdellida \| \| \| \| \| \| Hirudinida \| \| \| \| |
|  |                                                                 |
|  | Branchiobdellida                                                |
|  |                                                                 |
|  | Hirudinida                                                      |
|  |                                                                 |

|  | Branchiobdellida |
|  |                  |
|  | Hirudinida       |
|  |                  |

|  | Acanthobdellida                                                 |
|  |                                                                 |
|  | \| \| Branchiobdellida \| \| \| \| \| \| Hirudinida \| \| \| \| |
|  |                                                                 |
|  | Branchiobdellida                                                |
|  |                                                                 |
|  | Hirudinida                                                      |
|  |                                                                 |

|  | Branchiobdellida |
|  |                  |
|  | Hirudinida       |
|  |                  |

|  | Enchytraeidae |
|  |               |
|  | Lumbricina    |
|  |               |

|  | Acanthobdellida                                                 |
|  |                                                                 |
|  | \| \| Branchiobdellida \| \| \| \| \| \| Hirudinida \| \| \| \| |
|  |                                                                 |
|  | Branchiobdellida                                                |
|  |                                                                 |
|  | Hirudinida                                                      |
|  |                                                                 |

|  | Branchiobdellida |
|  |                  |
|  | Hirudinida       |
|  |                  |

|  | Acanthobdellida                                                 |
|  |                                                                 |
|  | \| \| Branchiobdellida \| \| \| \| \| \| Hirudinida \| \| \| \| |
|  |                                                                 |
|  | Branchiobdellida                                                |
|  |                                                                 |
|  | Hirudinida                                                      |
|  |                                                                 |

|  | Branchiobdellida |
|  |                  |
|  | Hirudinida       |
|  |                  |

|  | Phreodrilidae |
|  |               |
|  | Tubificidae   |
|  |               |
|  | Propappidae   |
|  |               |
|  | Haplotaxidae  |
|  |               |

|  | Enchytraeidae |
|  |               |
|  | Lumbricina    |
|  |               |

|  | Acanthobdellida                                                 |
|  |                                                                 |
|  | \| \| Branchiobdellida \| \| \| \| \| \| Hirudinida \| \| \| \| |
|  |                                                                 |
|  | Branchiobdellida                                                |
|  |                                                                 |
|  | Hirudinida                                                      |
|  |                                                                 |

|  | Branchiobdellida |
|  |                  |
|  | Hirudinida       |
|  |                  |

|  | Acanthobdellida                                                 |
|  |                                                                 |
|  | \| \| Branchiobdellida \| \| \| \| \| \| Hirudinida \| \| \| \| |
|  |                                                                 |
|  | Branchiobdellida                                                |
|  |                                                                 |
|  | Hirudinida                                                      |
|  |                                                                 |

|  | Branchiobdellida |
|  |                  |
|  | Hirudinida       |
|  |                  |

|  | Enchytraeidae |
|  |               |
|  | Lumbricina    |
|  |               |

|  | Acanthobdellida                                                 |
|  |                                                                 |
|  | \| \| Branchiobdellida \| \| \| \| \| \| Hirudinida \| \| \| \| |
|  |                                                                 |
|  | Branchiobdellida                                                |
|  |                                                                 |
|  | Hirudinida                                                      |
|  |                                                                 |

|  | Branchiobdellida |
|  |                  |
|  | Hirudinida       |
|  |                  |

|  | Acanthobdellida                                                 |
|  |                                                                 |
|  | \| \| Branchiobdellida \| \| \| \| \| \| Hirudinida \| \| \| \| |
|  |                                                                 |
|  | Branchiobdellida                                                |
|  |                                                                 |
|  | Hirudinida                                                      |
|  |                                                                 |

|  | Branchiobdellida |
|  |                  |
|  | Hirudinida       |
|  |                  |

|  | Phreodrilidae |
|  |               |
|  | Tubificidae   |
|  |               |
|  | Propappidae   |
|  |               |
|  | Haplotaxidae  |
|  |               |

|  | Enchytraeidae |
|  |               |
|  | Lumbricina    |
|  |               |

|  | Acanthobdellida                                                 |
|  |                                                                 |
|  | \| \| Branchiobdellida \| \| \| \| \| \| Hirudinida \| \| \| \| |
|  |                                                                 |
|  | Branchiobdellida                                                |
|  |                                                                 |
|  | Hirudinida                                                      |
|  |                                                                 |

|  | Branchiobdellida |
|  |                  |
|  | Hirudinida       |
|  |                  |

|  | Acanthobdellida                                                 |
|  |                                                                 |
|  | \| \| Branchiobdellida \| \| \| \| \| \| Hirudinida \| \| \| \| |
|  |                                                                 |
|  | Branchiobdellida                                                |
|  |                                                                 |
|  | Hirudinida                                                      |
|  |                                                                 |

|  | Branchiobdellida |
|  |                  |
|  | Hirudinida       |
|  |                  |

|  | Enchytraeidae |
|  |               |
|  | Lumbricina    |
|  |               |

|  | Acanthobdellida                                                 |
|  |                                                                 |
|  | \| \| Branchiobdellida \| \| \| \| \| \| Hirudinida \| \| \| \| |
|  |                                                                 |
|  | Branchiobdellida                                                |
|  |                                                                 |
|  | Hirudinida                                                      |
|  |                                                                 |

|  | Branchiobdellida |
|  |                  |
|  | Hirudinida       |
|  |                  |

|  | Acanthobdellida                                                 |
|  |                                                                 |
|  | \| \| Branchiobdellida \| \| \| \| \| \| Hirudinida \| \| \| \| |
|  |                                                                 |
|  | Branchiobdellida                                                |
|  |                                                                 |
|  | Hirudinida                                                      |
|  |                                                                 |

|  | Branchiobdellida |
|  |                  |
|  | Hirudinida       |
|  |                  |

## Taxonomia
A ordem Lumbriculida é dividida em uma única família composta por 41 gêneros. 
- Família Lumbriculidae
  - Gênero Agriodrilus
  - Gênero Altmanella
  - Gênero Anastylus
  - Gênero Bathynomus
  - Gênero Cookidrilus
  - Gênero Eclipidrilus
  - Gênero Eremidrilus
  - Gênero Euaxes
  - Gênero Eumuliercula
  - Gênero Guestphalinus
  - Gênero Hrabea
  - Gênero Kincaidiana
  - Gênero Kozovetta
  - Gênero Kurenkovia
  - Gênero Lamprodrilus
  - Gênero Lamprortus
  - Gênero Lumbriculus
  - Gênero Martinidrilus
  - Gênero Muliercula
  - Gênero Pararhynchelmis
  - Gênero Phagodrilus
  - Gênero Phreatrothrix
  - Gênero Pilaridrilus
  - Gênero Pseudolumbriculus
  - Gênero Pseudorhynchelmis
  - Gênero Rhynchelmis
  - Gênero Rhynchelmoides
  - Gênero Secubelmis
  - Gênero Spelaedrilus
  - Gênero Stylodrilus
  - Gênero Styloscolex
  - Gênero Sutroa
  - Gênero Sylphella
  - Gênero Tatriella
  - Gênero Teleuscolex
  - Gênero Tenagodrilus
  - Gênero Thinodrilus
  - Gênero Trichodrilus
  - Gênero Uktena
  - Gênero Wsewolodus
  - Gênero Yamaguchia